# 菲利普斯希爾 (特拉華州)
菲利普斯希爾（英語：Phillips Hill）是位於美國特拉華州蘇塞克斯縣的一個非建制地區。該地的面積和人口皆未知。

## 地理
菲利普斯希爾的座標為38°34′08″N 75°19′59″W / 38.56889°N 75.33306°W，而該地的平均海拔高度為12米（即39英尺）。